# Stafford (circonscription britannique)
Pour les articles homonymes, voir Stafford.
Circonscription parlementaire de la Chambre des communes
La circonscription de Stafford est une circonscription situé dans le Staffordshire et représenté dans la Chambre des communes du Parlement britannique.

## Géographie
La circonscription comprend :
- La ville de Stafford
- Les villages et paroisses civiles de Ellenhall, Whitgreave, Great Bridgeford, Hopton, Great Haywood, Little Haywood, Tixall, Colwich, Milford, Dunston, Acton Trussell, Bednall, Coton Clanford, Seighford, Derrington, Doxey, Walton-on-the-Hill, Lapley, Lapley, Stretton and Wheaton Aston, Whiston, Wheaton Aston, Weston-under-Lizard, Blymhill, Brineton, Great Chatwell, Orslow, Bishops Wood et Penkridge

## Députés
Les Members of Parliament (MPs) de la circonscription sont :
La circonscription apparue en 1295 et fut représentée par deux députés jusqu'en 1885 dont Anthony Browne (1553-1554), William Knollys (1571-1572), Arthur Ingram (1609-1614), Bulstrode Whitelocke (1626-1628), Edward Leigh (1645-1648), John Bradshaw (1654-1656), John Chetwynd (jan. 1701-nov. 1701), Richard Brinsley Sheridan (1780-1806), John Campbell (1830-1832), David Urquhart (1847-1852), Arthur Otway (1852-1857), Charles Chetwynd-Talbot (1857-1859), Henry Davis Pochin (1868-1869), Reginald Talbot (1869-1874) et Alexander Macdonald (1874-1881).
1885-1950
| Législature                      | Années    | Député             | Député              | Parti        |
| -------------------------------- | --------- | ------------------ | ------------------- | ------------ |
| Stafford                         |           |                    |                     |              |
| 23e                              | 1885–1886 |                    | Charles McLaren     | Libéral      |
| 24e                              | 1886–1887 |                    | Thomas Salt         | Conservateur |
| 25e                              | 1892–1895 |                    | Charles Shaw        | Libéral      |
| 26e                              | 1895–1900 |                    | Charles Shaw        | Libéral      |
| 27e                              | 1900–1906 |                    | Charles Shaw        | Libéral      |
| 28e                              | 1906–1910 |                    | Charles Shaw        | Libéral      |
| 29e                              | 1910–1910 | Walter Essex       |                     | Libéral      |
| 30e                              | 1910–1918 | Walter Essex       |                     | Libéral      |
| 31e                              | 1918–1922 |                    | William Ormsby-Gore | Unioniste    |
| 32e                              | 1922–1923 |                    | William Ormsby-Gore | Unioniste    |
| 33e                              | 1923–1924 |                    | William Ormsby-Gore | Unioniste    |
| 34e                              | 1924–1929 |                    | William Ormsby-Gore | Unioniste    |
| 35e                              | 1929–1931 |                    | William Ormsby-Gore | Unioniste    |
| 36e                              | 1931–1935 |                    | William Ormsby-Gore | Unioniste    |
| 37e                              | 1935–1938 |                    | William Ormsby-Gore | Unioniste    |
| 37e                              | 1938-1945 | Peter Thorneycroft | Conservateur        |              |
| 38e                              | 1945–1950 |                    | William Ormsby-Gore | Travailliste |
| Remplacée par Stafford and Stone |           |                    |                     |              |

Depuis 1983
| Législature                                           | Années       | Député          | Député        | Parti        |
| ----------------------------------------------------- | ------------ | --------------- | ------------- | ------------ |
| Recréée de Stafford and Stone et Newcastle-under-Lyme |              |                 |               |              |
| 49e                                                   | 1983–1984    |                 | Hugh Fraser   | Conservateur |
| 49e                                                   | 1984-1987    | Bill Cash       |               | Conservateur |
| 50e                                                   | 1987–1992    | Bill Cash       |               | Conservateur |
| 51e                                                   | 1992–1997    | Bill Cash       |               | Conservateur |
| 52e                                                   | 1997–2001    |                 | David Kidney  | Travailliste |
| 53e                                                   | 2001–2005    |                 | David Kidney  | Travailliste |
| 54e                                                   | 2005–2010    |                 | David Kidney  | Travailliste |
| 55e                                                   | 2010–2015    |                 | Jeremy Lefroy | Conservateur |
| 56e                                                   | 2015–2017    |                 | Jeremy Lefroy | Conservateur |
| 57e                                                   | 2017–2019    |                 | Jeremy Lefroy | Conservateur |
| 58e                                                   | 2019–Présent | Theodora Clarke |               | Conservateur |

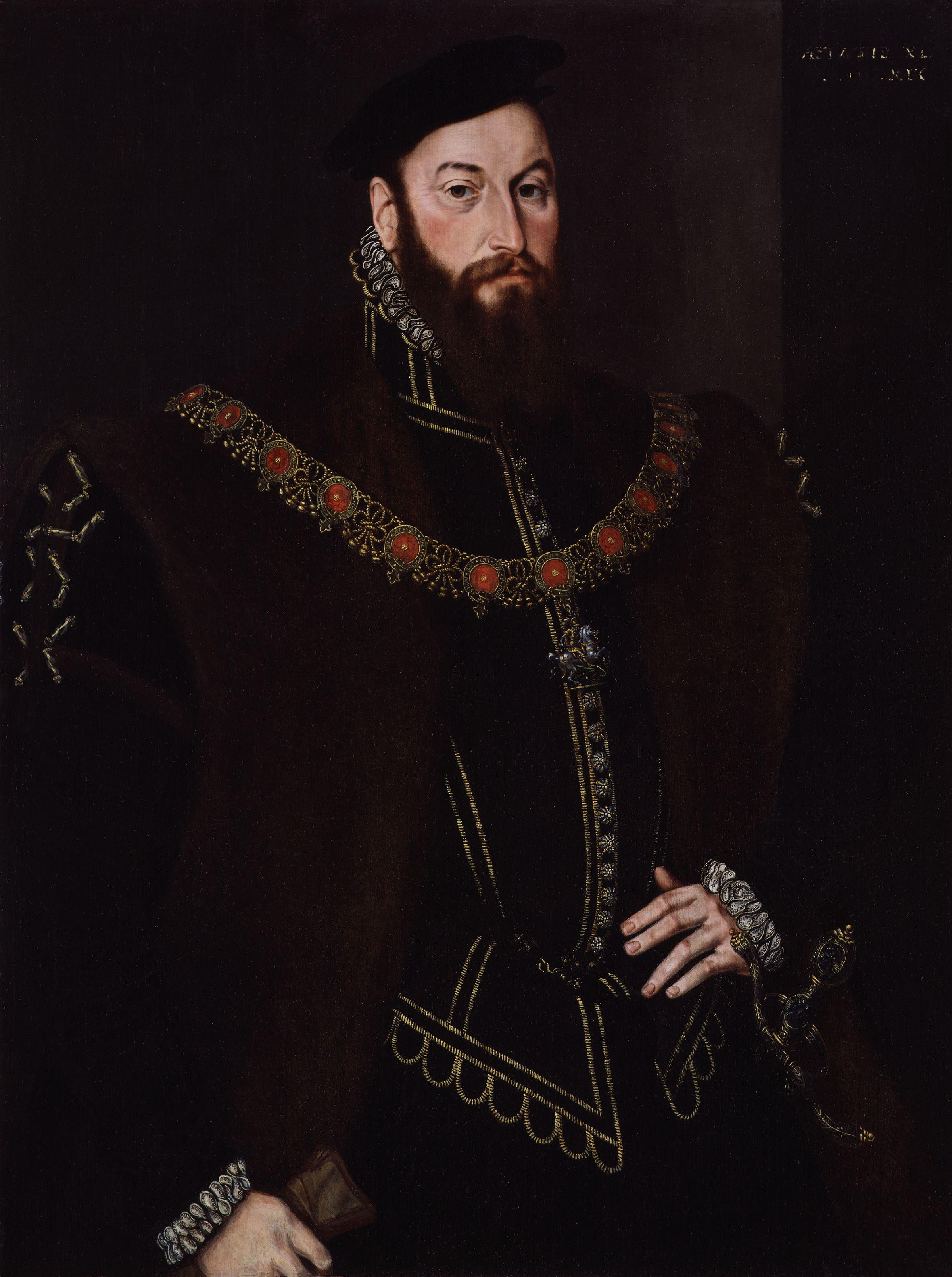
Anthony Browne (1553-1554), par Hans Eworth
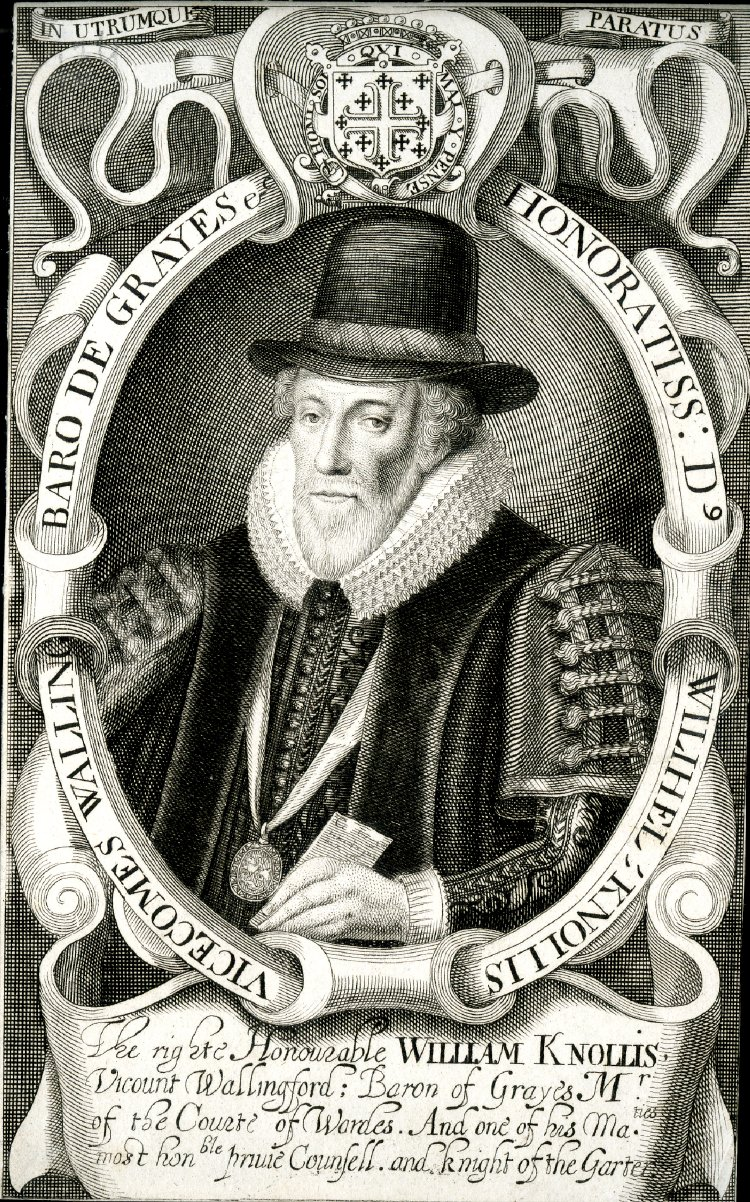
William Knollys (1571-1572), par Simon van de Passe
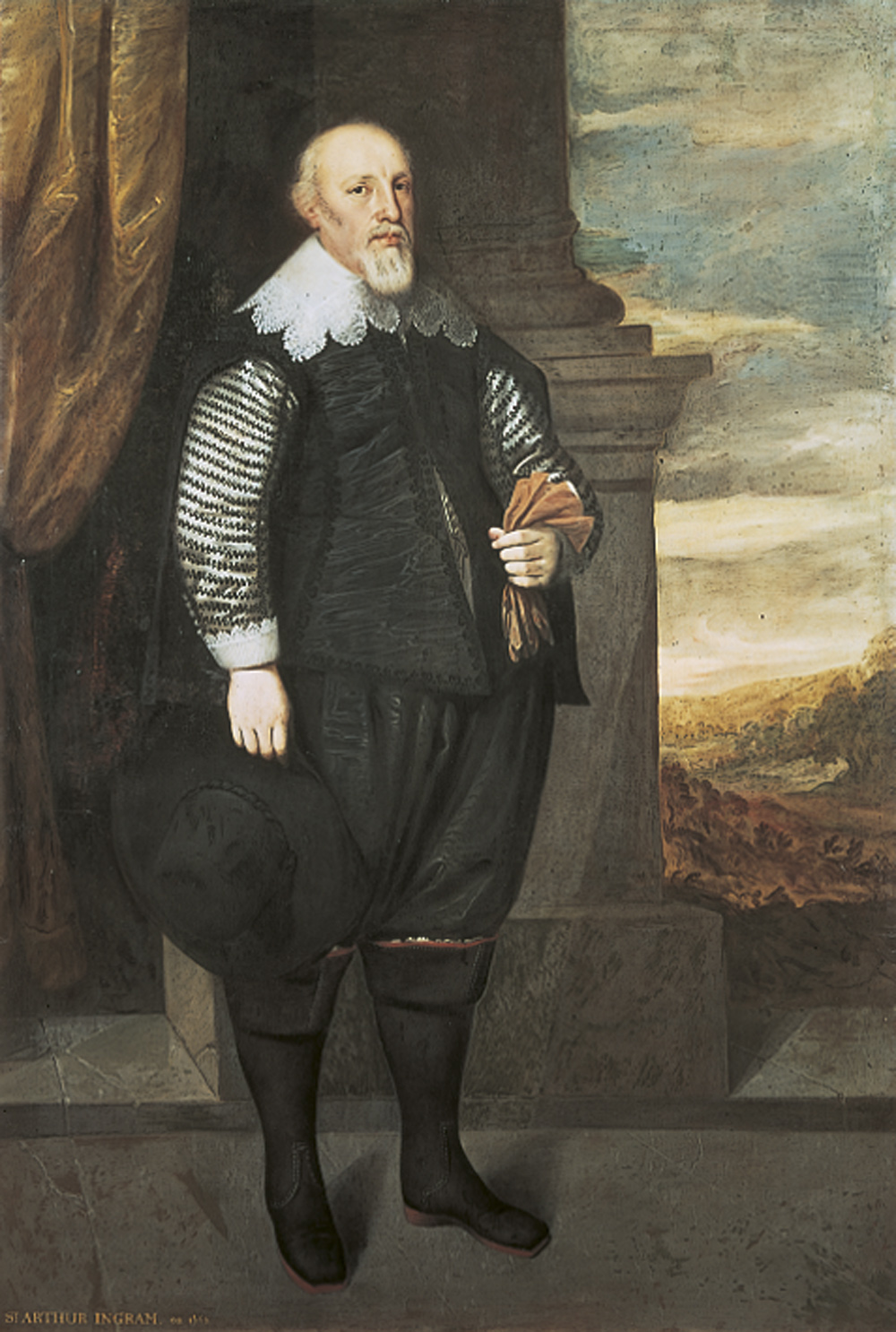
Arthur Ingram (1609-1614), par George Geldorp
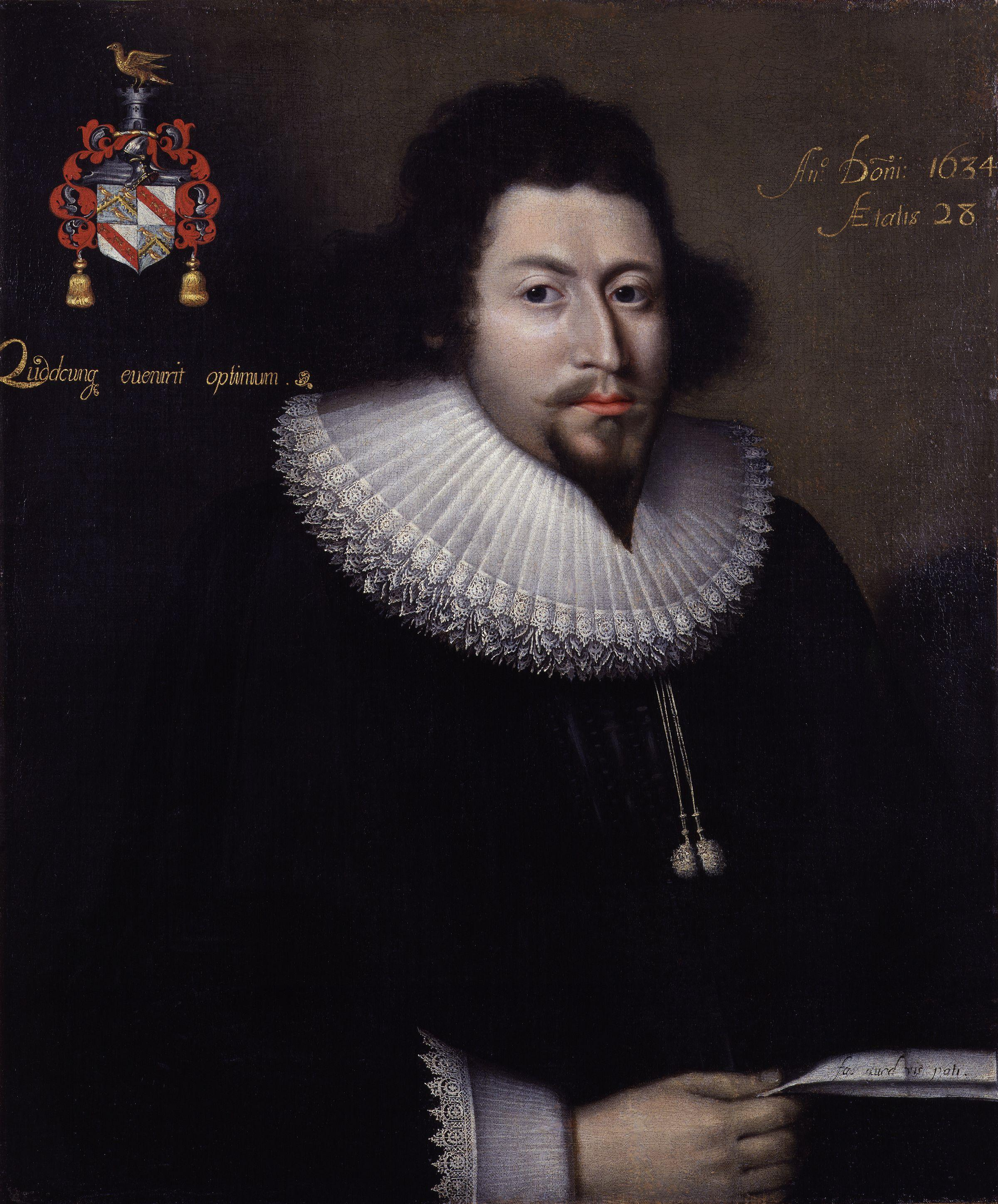
Bulstrode Whitelock (1626-1628)
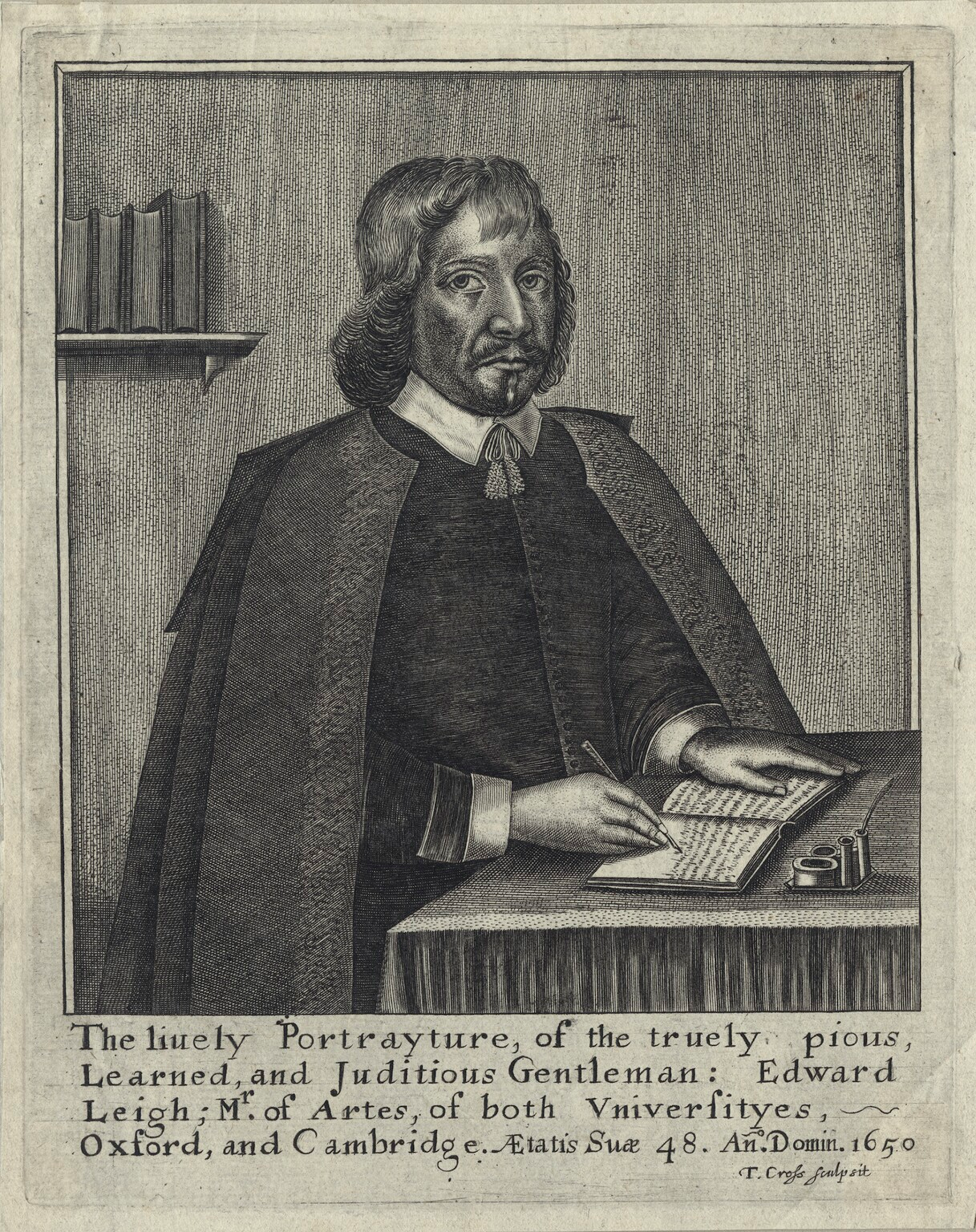
Edward Leigh (1645-1648), par Thomas Cross
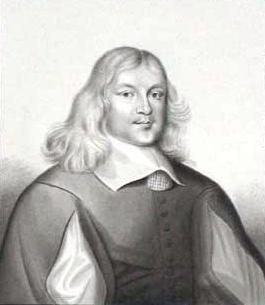
John Bradshaw (1654-1656), par George Perfect Harding
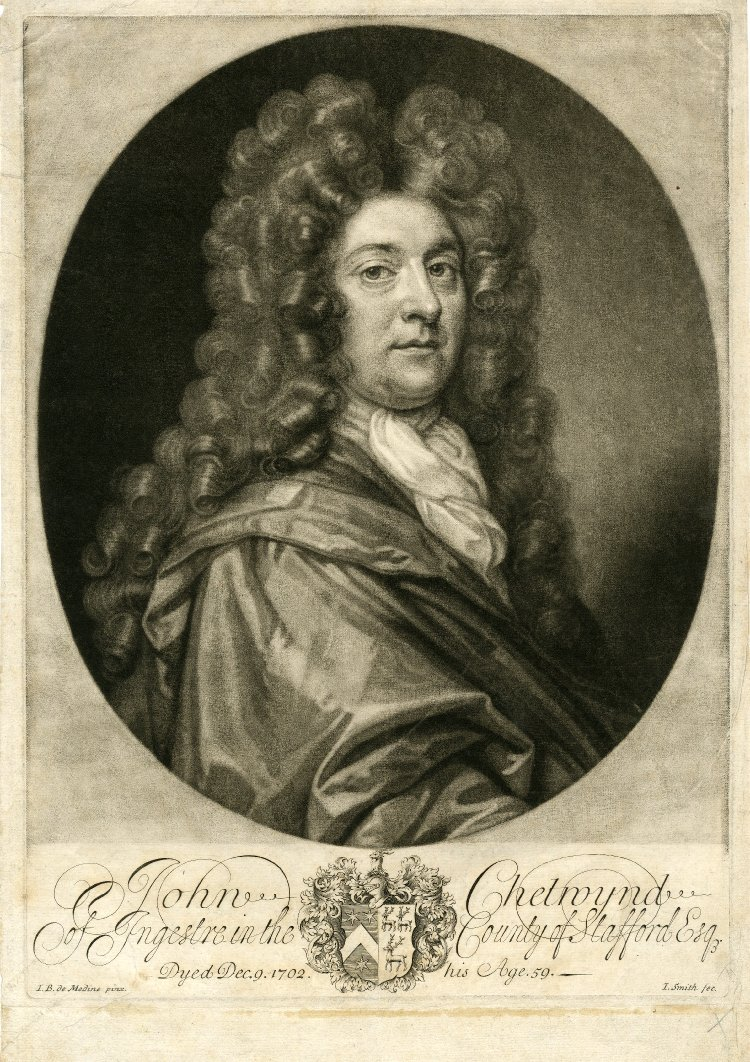
John Chetwynd (jan. 1701-nov. 1701)
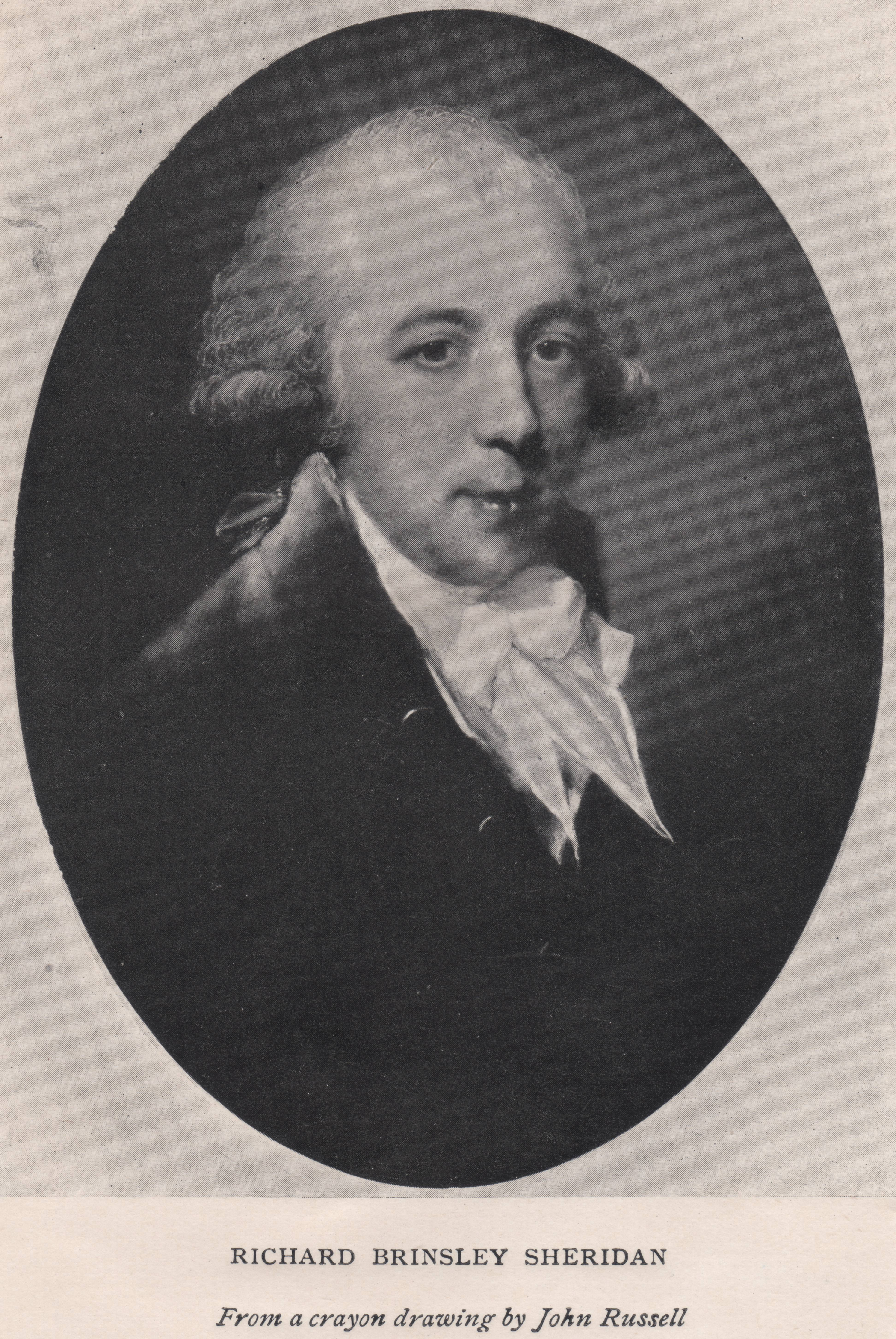
Richard Brinsley Sheridan (1780-1806), par John Russell
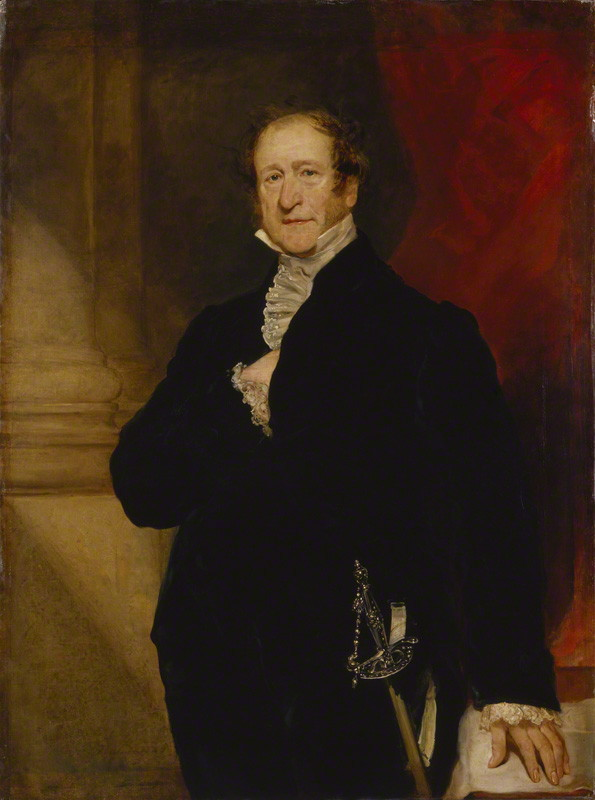
John Campbell (1830-1832), par Thomas Woolnoth
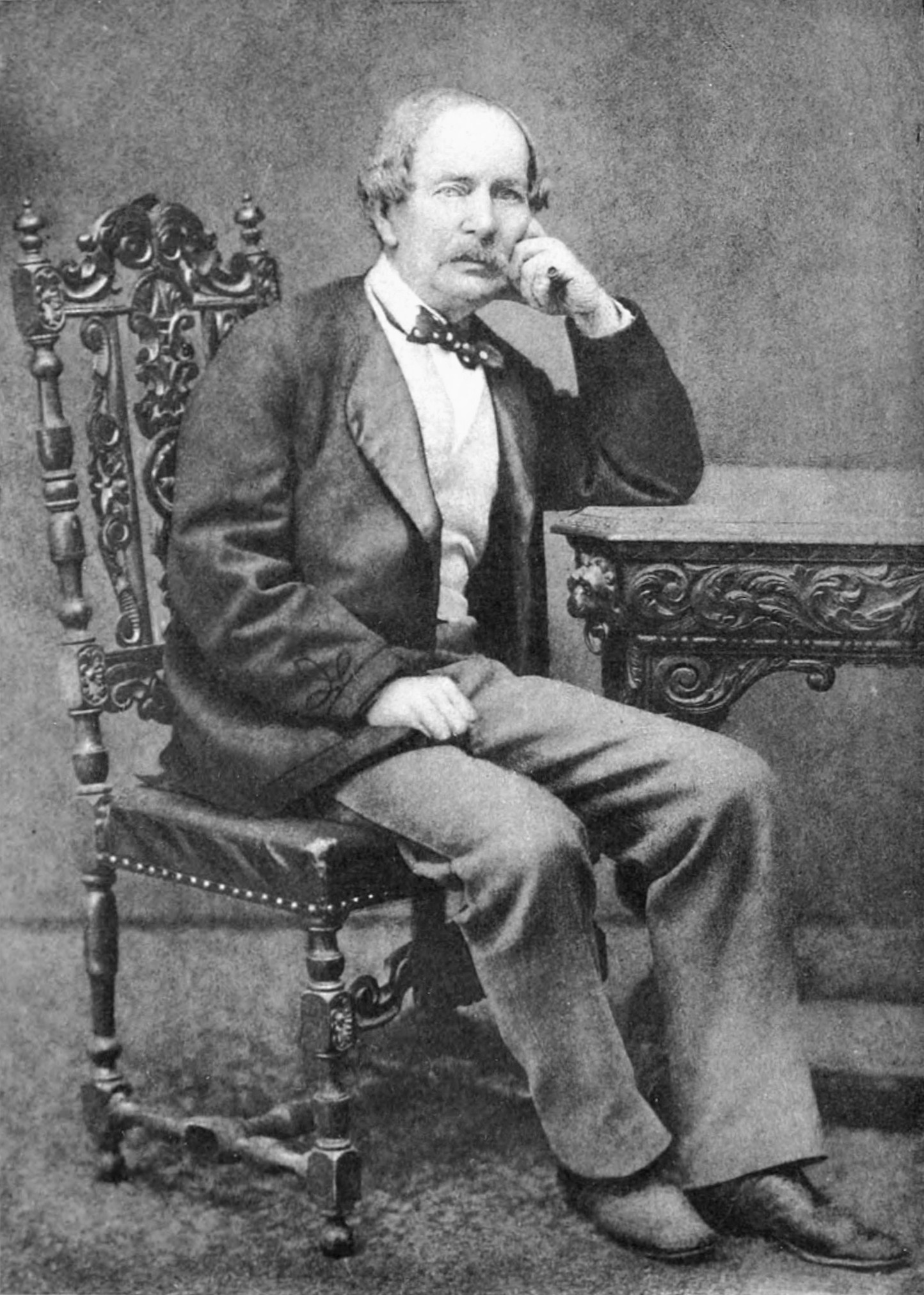
David Urquhart (1847-1852)
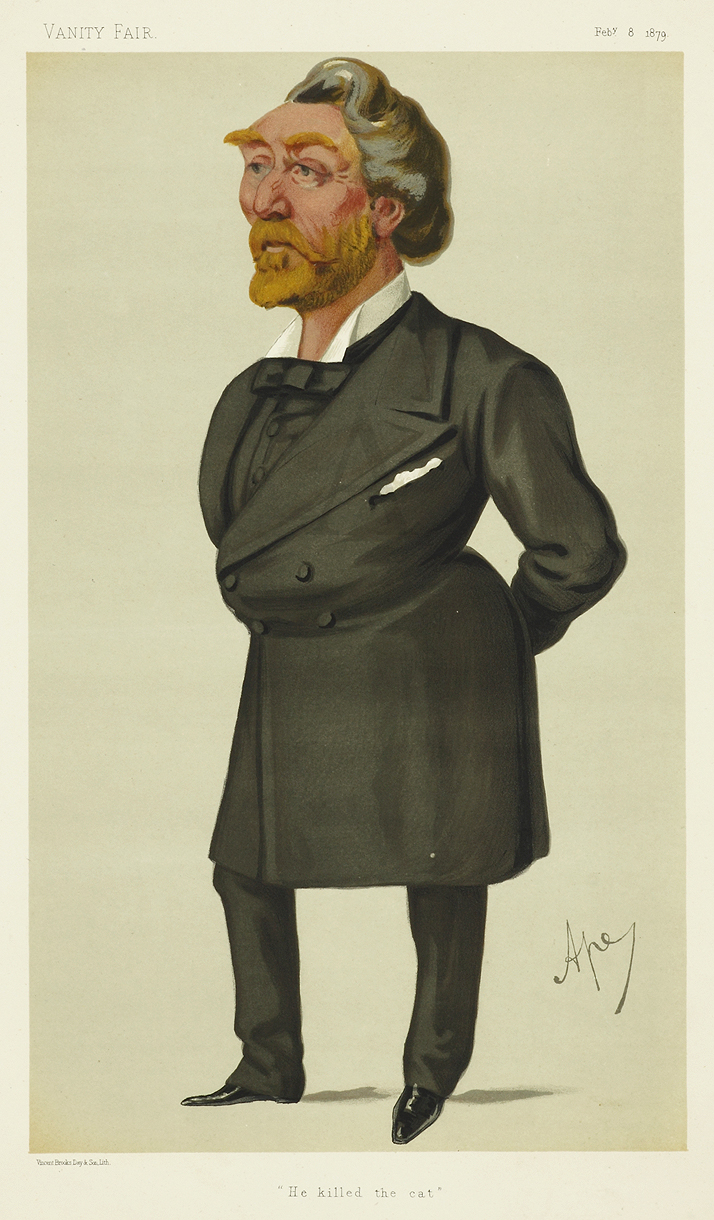
Arthur Otway (1852-1857), par Ape (Vanity Fair)
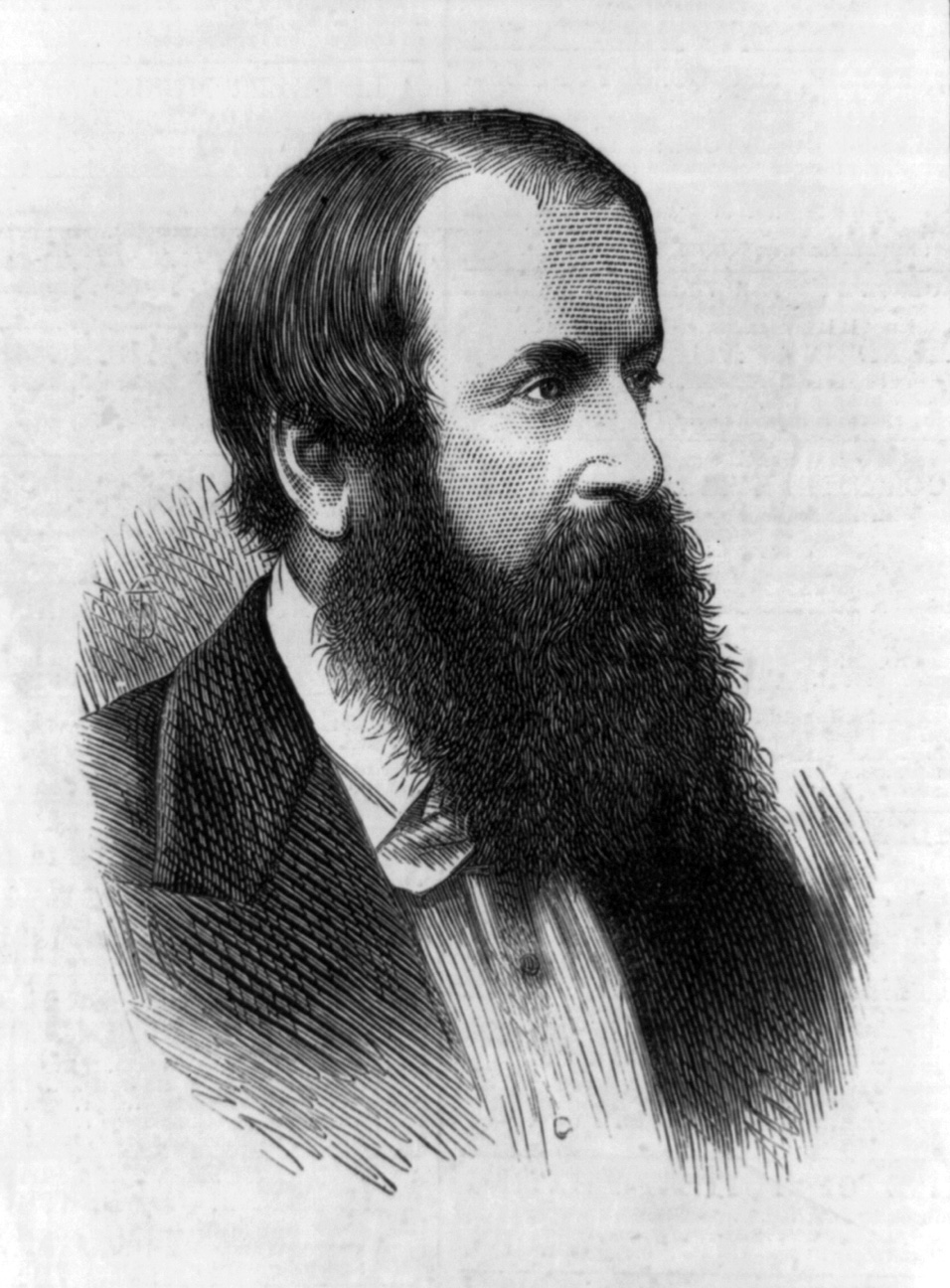
Charles Chetwynd-Talbot (1857-1859)
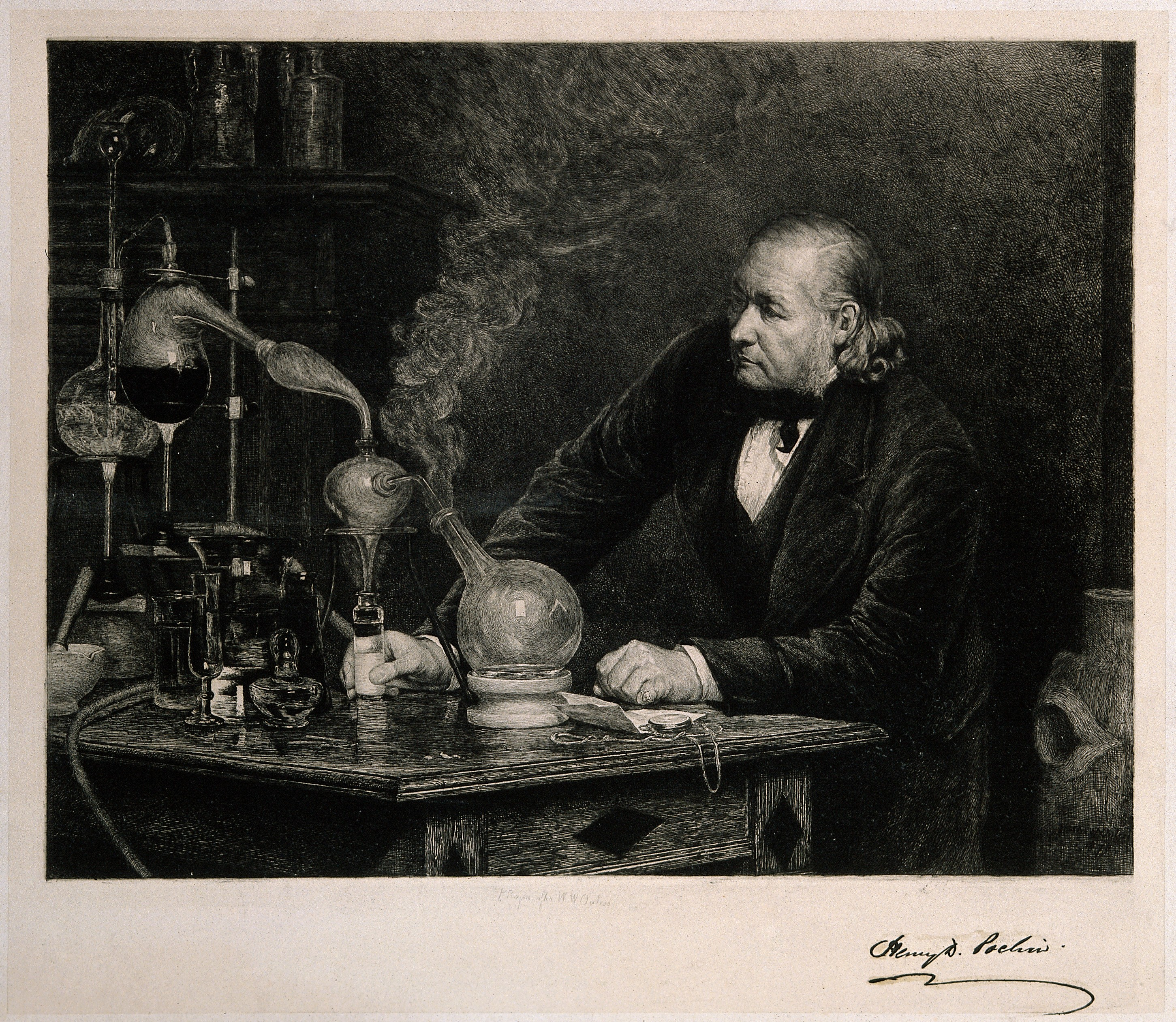
Henry Davis Pochin (1868-1869)
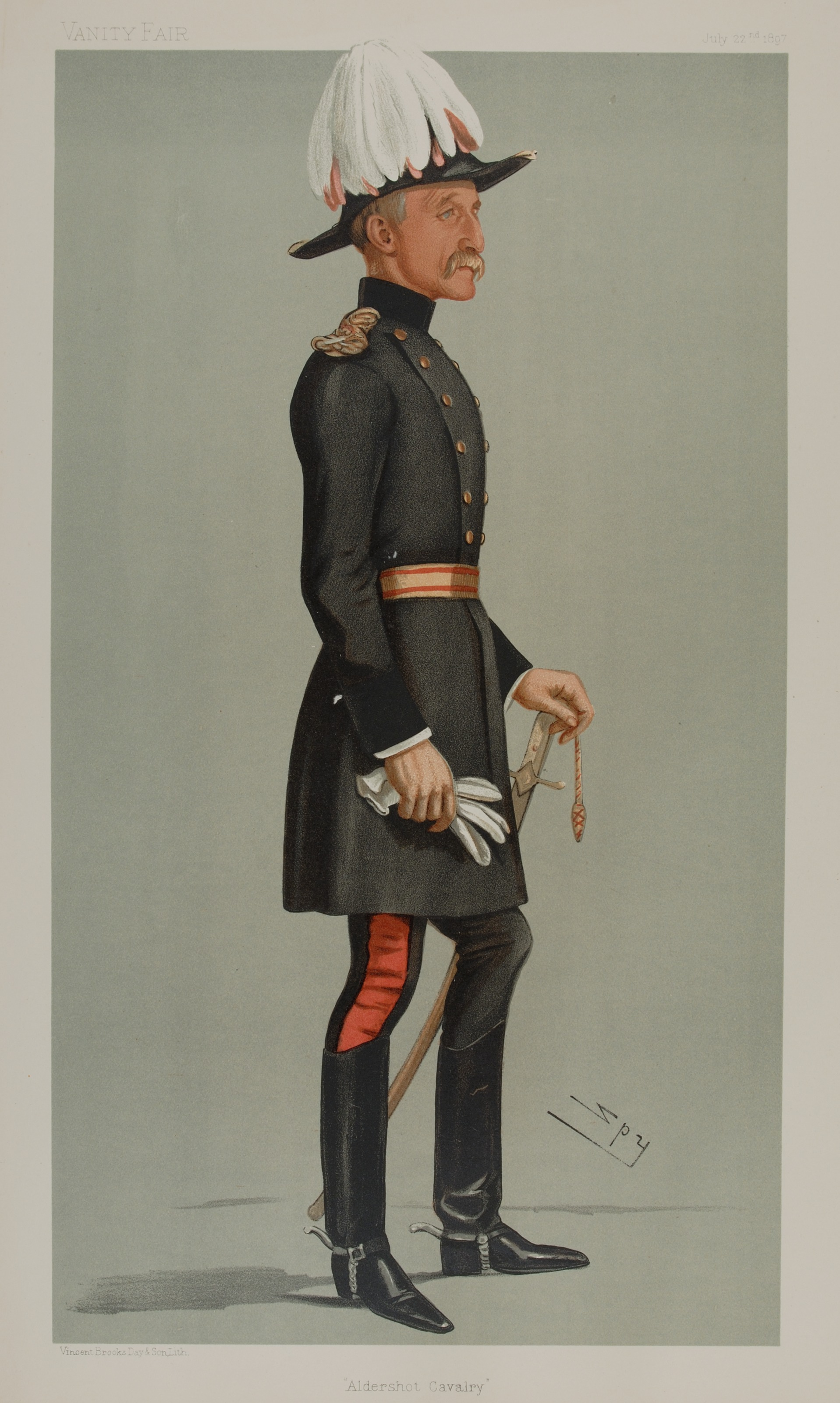
Reginald Talbot (1869-1874), par Spy (Vanity Fair)
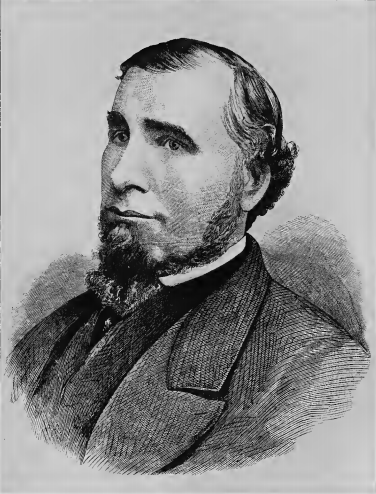
Alexander Macdonald (1874-1881)
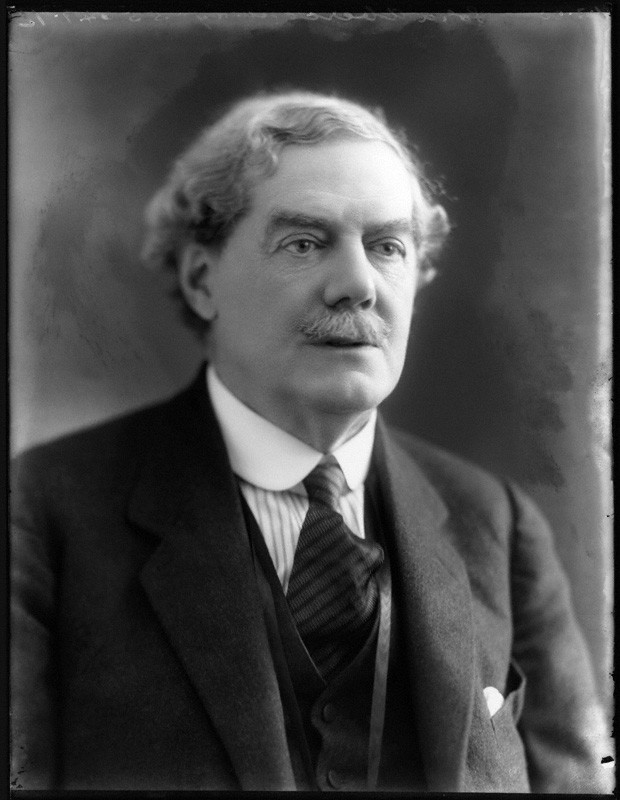
Charles McLaren (1881-1886)
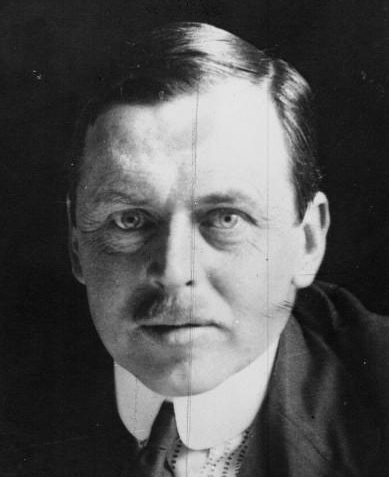
William Ormsby-Gore (1918-1938)
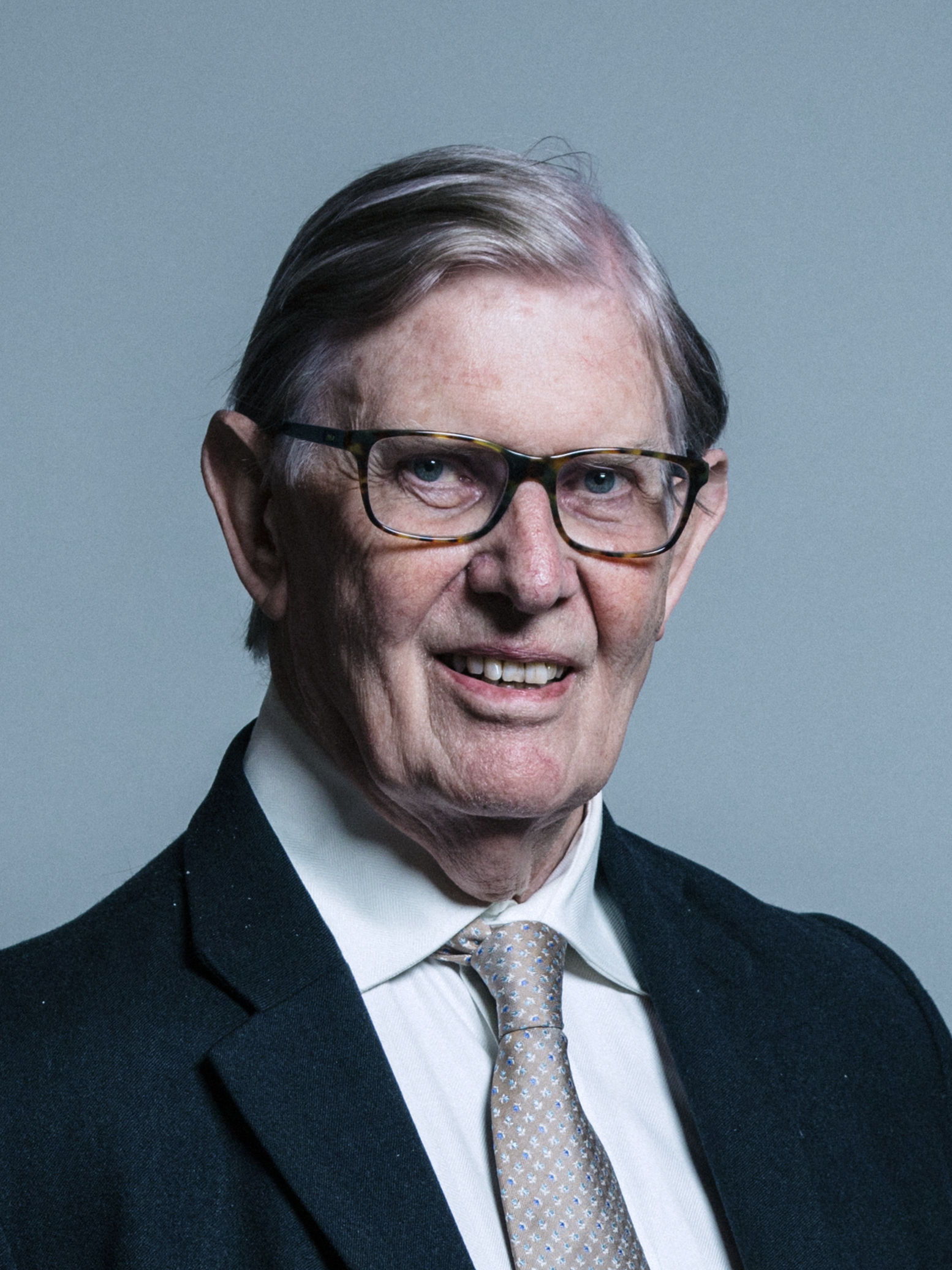
Bill Cash (1984-1997)
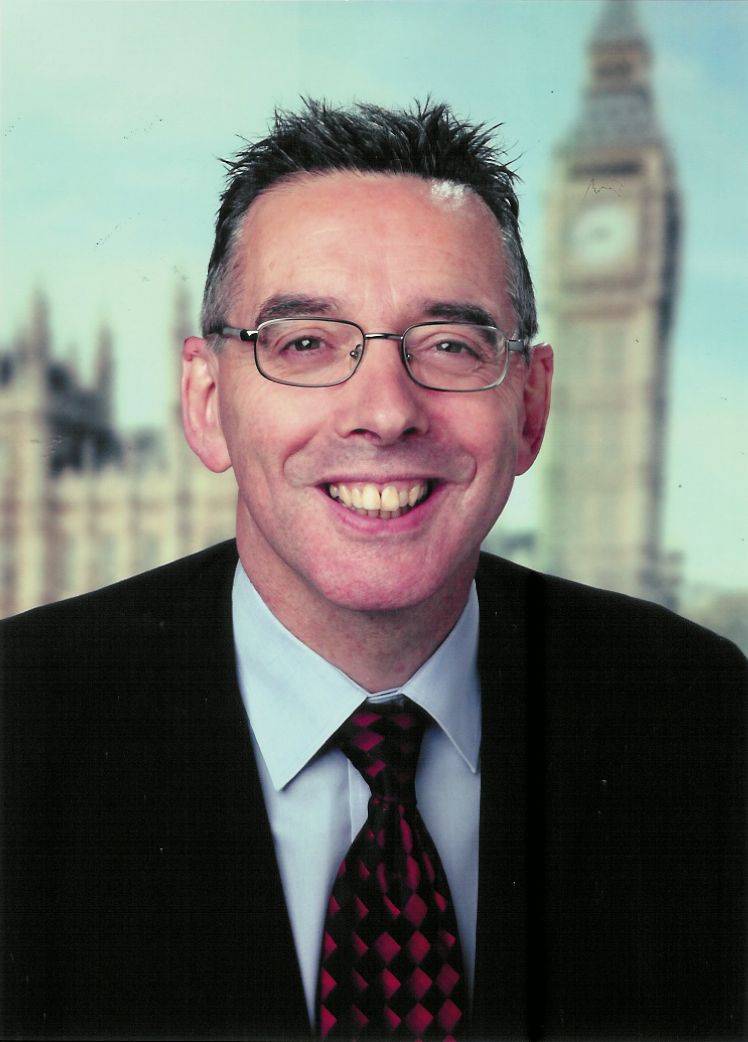
David Kidney (1997-2010)
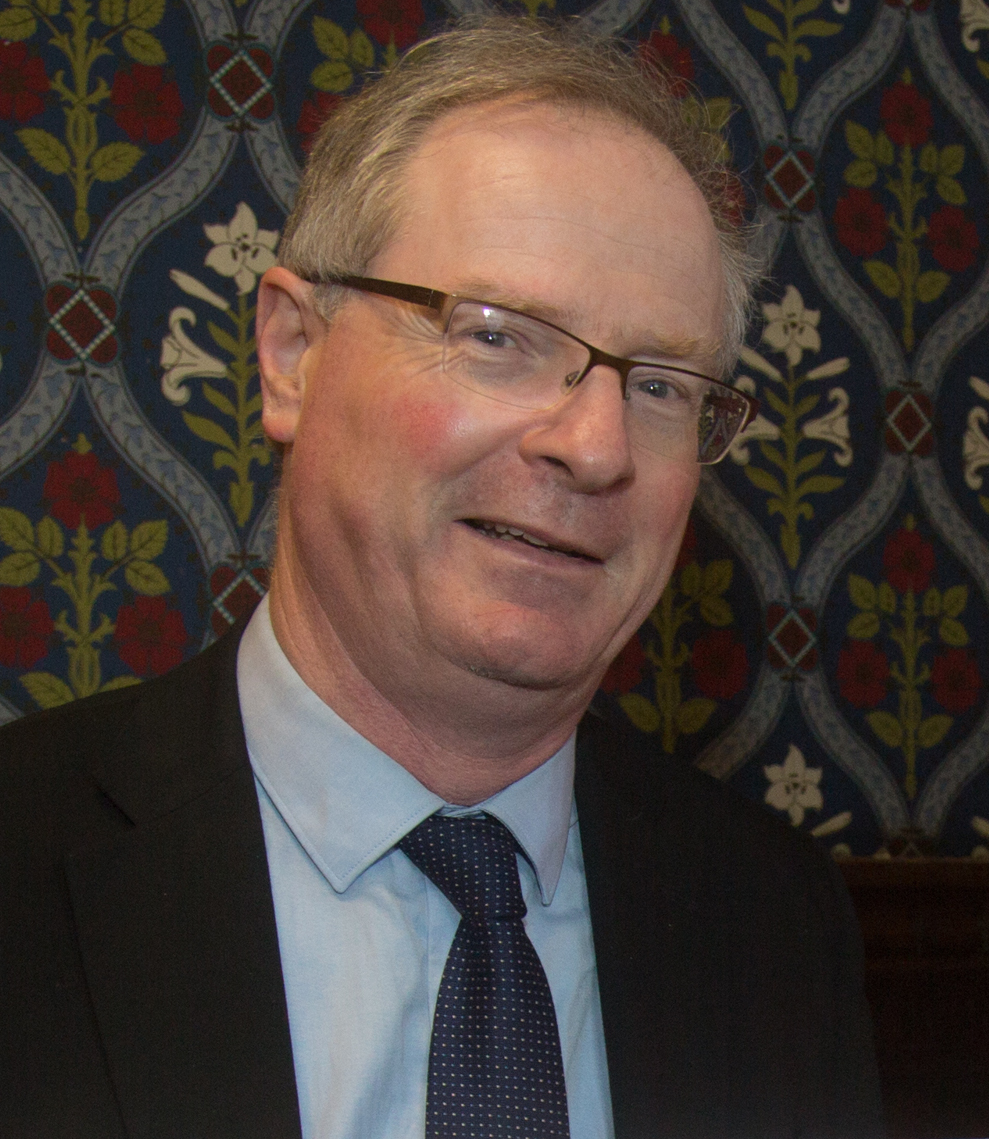
Jeremy Lefroy (2010-2019)